# Franz Hohler

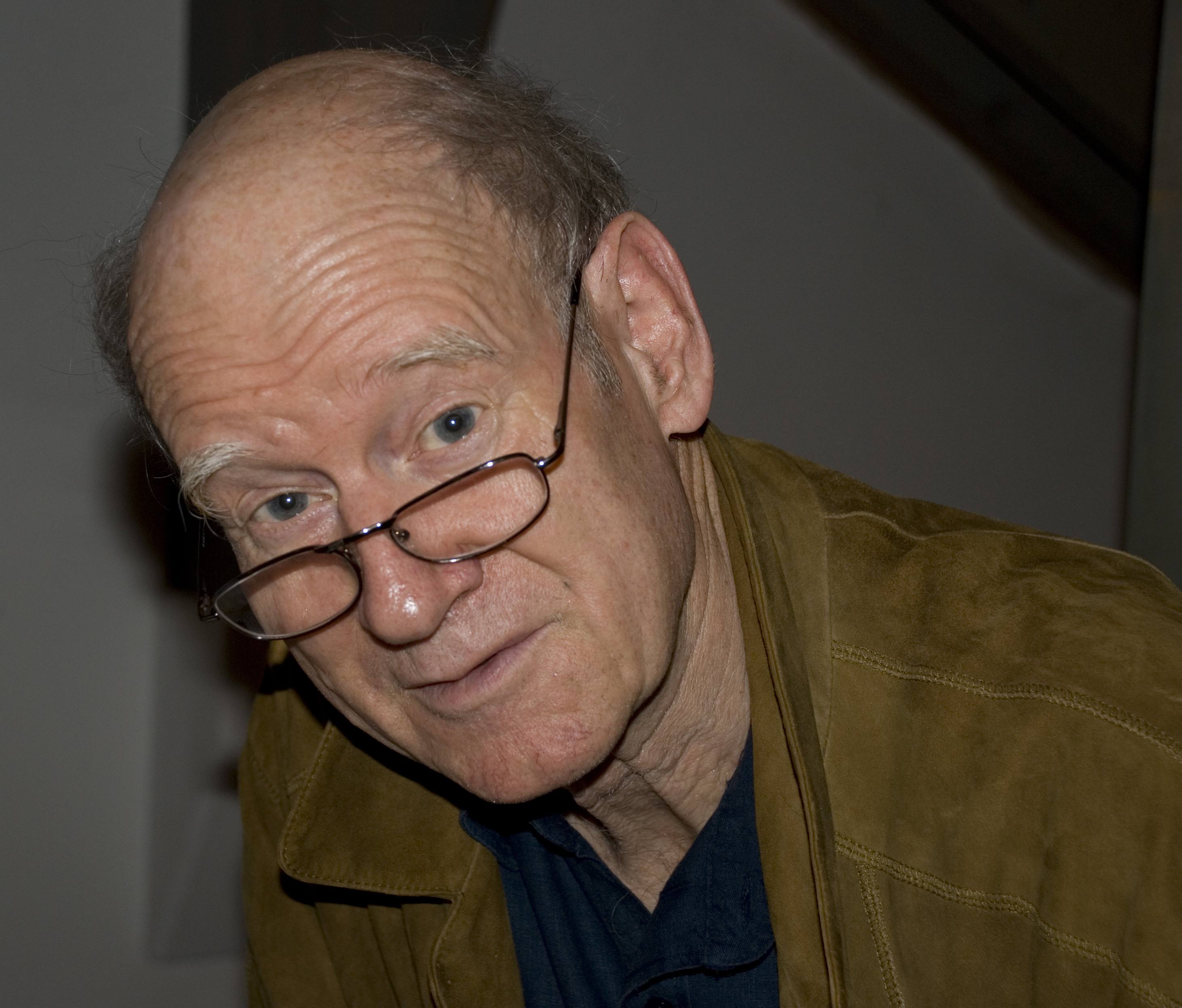

Franz Hohler (1 de marzo de 1943 en Biel/Bienne) es un escritor, actor, cantautor y comediante suizo que vive en Zúrich. En 2002 recibió el Premio de Literatura de Kassel, en 2005 el Premio de Arte de Zurigo, en 2014 el Premio Johann Peter Hebel.

## Enlaces
- Wikimedia Commons alberga una categoría multimedia sobre Franz Hohler.

- Datos: Q124949
- Multimedia: Franz Hohler / Q124949